# リトルハンプトン
リトルハンプトン（Littlehampton）は、イングランド南東部ウェスト・サセックス州アラン・ディストリクトにあるタウンであり、同ディストリクト最大の行政教区。アラン川の河口に位置する。
近隣のブライトン、ワージングとともにコナベーションを形成しており、全体での人口は約47万人。イングランド、ウェールズの都市圏では15位に位置する。

## 歴史
リトルハンプトンに人が住み始めたのは、先史時代やローマ時代に遡ることができる。1086年に発行されたドゥームズデイ・ブックには、「ハントーン」という名で掲載されていた。この時期のリトルハンプトンは漁村だったと考えられており、1100年ごろにはフランスの地図にも「ハントン」という名で示された。その後ノルマンディーのサン・マルタン・ド・セーに与えられ、14世紀までは彼の領地となった。そしてその領地はのちにアランデル伯爵やノーフォーク公に与えられた。
リトルハンプトンが発展し始めたのはアラン川の流れが定められて以降であり、名称は近隣のサウサンプトンと区別するために「リトル」がつけられたと考えられている。1735年に新たな河口が形成されると、流域に沿って港湾が拡張されていった。
18世紀にも漁村から別荘地に発展し、ジョージ・ゴードン・バイロンやサミュエル・テイラー・コールリッジ、パーシー・ビッシュ・シェリー、ジョン・コンスタブルなどがこの地で時間を過ごしたと考えられている。
19世紀になっても港湾都市・リゾート地として発展し、鉄道の開通やフランスのオンフルールとの航路開通などもあった。この100年間で人口は584人（1801）から5,954人（1901）へと10倍に増加した。20世紀に入ってもリゾート地としての立場は変わらず、1920年代には「子供たちの楽園」として有名になった。
2つの世界大戦ののち、リトルハンプトンの郊外には豪邸が立つようになり、近隣の村へと領域が増加していった。

## 経済
化粧品メーカーのザ・ボディショップが本社を置いており、地元の雇用を支えている。

## 交通
道路
- A259号線（英語版）
- A284号線（英語版）

鉄道
ウェスト・コーストウェイ線
- アングマーリング駅（英語版） - リトルハンプトン駅 - フォード駅（英語版）

## 港湾
リトルハンプトン港はイギリス海峡に面したアラン川沿いに立地しており、河口から入った長さ5マイル幅6マイルの部分は地元で「リトルハンプトン海峡」と呼ばれている。かつては漁港だったリトルハンプトン港であったが現在はリゾート用の港として数多くのヨットやクルーザーが停泊している。
商業港としては年間50〜60隻の船がアイルランド、オランダ、ドイツ、ベルギー、フランスなどから寄港し、石材や材木などを運んでくる。

## 出身人物
- ジョージ・K・アーサー - 俳優
- アニータ・ロディック - 実業家、ザ・ボディショップ創業者

## スポーツ
- オニクス・グランプリ - 自動車レースチーム、車両製造工場。当地に本拠ファクトリーを置きF1世界選手権に参戦した[6]。